# Il ragazzo persiano
Il ragazzo persiano (titolo originale The Persian Boy) è un romanzo storico scritto da Mary Renault, pubblicato nel 1972. Seconda parte di una trilogia incentrata sulla vita di Alessandro Magno, la storia è narrata da Bagoa, il cui punto di vista fornisce sia la prospettiva persiana della conquista dell'Impero sia uno sguardo intimo alla personalità del conquistatore macedone. Per l'autrice, l'amore di Alessandro per Bagoa influenza il suo desiderio di unire i Greci e i Persiani. Ciò che lo domina, l'incessante smania di grandezza, la volontà estendere il proprio dominio sulla terra, sarebbe in parte derivato dal desiderio di Alessandro di allontanarsi dalla madre, una figura dominante, con cui il rapporto è problematico, secondo Renault.
Come molti romanzi della stessa autrice, il libro è pervaso da una visione positiva dell'amore omosessuale.

## Trama
(incipit de Il ragazzo persiano, traduzione di Bruno Oddera, Mondadori, Milano, 2023, p.9)
La storia è narrata in prima persona da Bagoa, un giovane persiano di nobili natali catturato a soli dieci anni dai nemici del padre durante un assalto in cui l'intera famiglia trova la morte. Dopo essere stato castrato, il ragazzino viene comprato come schiavo da un perfido gioielliere che per due anni lo fa lavorare nell'harem di sua proprietà e che successivamente, all'insaputa della moglie che prova affetto nei confronti di Bagoa, lo costringe a prostituirsi. A tredici anni viene venduto a re Dario III che, ammaliato dalla bellezza del giovane e ricordando l'amicizia avuta col padre defunto del ragazzo, ne fa il suo favorito, trattandolo con rispetto e facendogli doni. Quando l'esercito persiano viene sconfitto e Re Dario ucciso, Bagoa accetta infine la proposta di Nabarzane, uno dei responsabili della morte del re, di accompagnarlo alla presenza di Alessandro il Grande, che permette all'uomo di andarsene da persona libera e prende Bagoa con sé come servitore. Dopo l'iniziale paura e lo sconcerto per le stranezze e il carattere più grezzo della corte e dei soldati greci, il ragazzo quindicenne rimane affascinato dalla semplicità di Alessandro, che tratta con estremo rispetto e bontà i suoi soldati. Ben presto Bagoa si innamora e viene ricambiato nei sentimenti dal conquistatore, che non fa nulla affinché la loro relazione non diventi di dominio pubblico. Il romanzo prosegue descrivendo i fatti principali degli ultimi anni di vita di Alessandro, tra cui risaltano la conquista dell'India, il matrimonio con la sogdiana Rossane, l'attraversamento del deserto della Gedrosia, il ritorno in Persia, la morte di Efestione, che Bagoa ha sempre considerato come un rivale in amore, e infine la malattia e la morte del conquistatore, avvenuta all'età di neanche trentatré anni.

## Inesattezze storiche
Il ragazzo persiano offre uno sguardo accurato su molteplici aspetti dell'antica Grecia, dove le relazioni tra uomini adulti e adolescenti era pienamente accettata e incoraggiata.
Bagoa è un personaggio storico realmente esistito, identificato anzitutto dallo storico romano Curzio Rufo nelle sue famose Historiae Alexandri Magni Macedonis: «Nabarzane, avendo avuto un salvacondotto, gli si fece incontro portando ricchi doni. Tra essi si trovava Bagoa, un eunuco di straordinaria bellezza, e nel fiore stesso dell'adolescenza, che era stato amato da Dario e doveva in seguito essere amato da Alessandro; e si dovette soprattutto alle suppliche del ragazzo se egli fu indotto a perdonare Nabarzane.»
In una recensione de Il ragazzo persiano, la storica Jeanne Reames scrisse che è possibile che Alessandro fosse stato attratto da un eunuco, ma che l'influenza di Bagoa sul conquistatore era decisamente minore di quanto la Renault ha scritto, conferendo così a Bagoa un ruolo che la storia invece sostiene fosse appartenuto a Efestione. A tal proposito, controbatte la Renault, le fonti storiche non descrivono esplicitamente Efestione come amante di Alessandro, mentre Bagoa è l'unico ad essere chiaramente nominato eromenos di Alessandro.
Sia Plutarco che Ateneo descrivono un fatto molto particolare che la Renault ripropone nel suo libro. Dopo aver assistito a una gara di danza in teatro, il cui vincitore risultò essere Bagoa, Plutarco scrive che le truppe di Alessandro, vedendo il loro generale seduto assieme al ragazzo: «batterono le mani e urlarono finché Alessandro non lo abbracciò e baciò.» Questo episodio, avvenuto nella Carmania, è ancora più interessante per la Renault se si pensa che è posteriore al viaggio in India e al difficoltoso attraversamento del deserto della Gedrosia: dopo tanto tempo, Bagoa continuava ad essere amato da Alessandro ed evidentemente era anche riuscito ad ottenere il rispetto e l'affetto dalle truppe.

## Edizioni italiane
- Il ragazzo persiano, traduzione di Bruno Oddera, Collana Pandora n.32, Milano, Sperling & Kupfer, 1975.
- Il ragazzo persiano, traduzione di Bruno Oddera, Milano, Frassinelli, 1985, ISBN 978-88-768-4035-7.
- Il ragazzo persiano, traduzione di Bruno Oddera, Scrittori di tutto il mondo, Milano, Corbaccio, 6 maggio 1994, ISBN 978-88-797-2061-8.
- Il ragazzo persiano, traduzione di Bruno Oddera, Milano, Euroclub, 1995.
- Il ragazzo persiano, traduzione di Bruno Oddera, TEAdue, Milano, TEA, 1997, ISBN 978-88-781-8248-6.
- Il ragazzo persiano, traduzione di Bruno Oddera, Collana Narratori, Milano, Corbaccio, 2005, ISBN 978-88-797-2705-1.
- Il ragazzo persiano, traduzione di Bruno Oddera, Collana Oscar Cult, Milano, Arnoldo Mondadori Editore, 31 gennaio 2023,  p. 468, ISBN 978-88-047-5092-5.